# Kurt Prautzsch
Kurt Prautzsch (* 15. Juli 1898 in Werderthau, Kreis Bitterfeld; † 21. April 1983 in Halle (Saale)) war ein deutscher Sonderschulpädagoge und Hochschullehrer. Er hat maßgebend das Sonderschulwesen in der Sowjetischen Besatzungszone und späteren DDR beeinflusst.

## Leben und Werk
Kurt Prautzsch stammte aus der preußischen Provinz Sachsen, war der Sohn eines Dorfschullehrers und schlug nach dem Schulabschluss eine Lehrerausbildung ein, studierte an der Vereinigten Friedrichs-Universität Halle-Wittenberg und wurde 1929 zum Dr. phil. promoviert. Er wurde Professor mit Lehrauftrag an der Universität Halle-Wittenberg, 1949 wurde ihm dort der volle Lehrauftrag für Pädagogik für Sonderschulen übertragen. 1949 nahm er am Internationalen Kongress für Heilpädagogik in Amsterdam teil. Bis 1956 leitete er das Institut für Sonderpädagogik und war in dieser Zeit am Aufbau einer modernen Rehabilitationspädagogik in der DDR beteiligt.
Zu seinen Schülern zählte u. a. der Komponist, Dirigent und Musikwissenschaftler Siegfried Bimberg.

## Schriften (Auswahl)
- Beiträge zur experimentellen Untersuchung der Motivationsgesetze des Willensvorganges bei Normalen und Schwachsinnigen (debilen Hilfsschulkindern). Leipzig 1931.